# Partit Verd d'Irlanda del Nord
Partit Verd d'Irlanda del Nord (anglès Green Party in Northern Ireland) és un partit polític d'Irlanda del Nord, ecologista i transcomunitari, creat el 1983. Els portaveus són John Barry i Kevin Andrews. Des de 1998 ha augmentat molt els seus vots, i des de les eleccions generals d'Irlanda del Nord de 2007 té un membre a l'Assemblea d'Irlanda del Nord. Ideològicament és ecologista, defensor de les energies alternatives i de l'aplicació del protocol de Kyoto.
A les eleccions locals de 1981 es presentà com a Partit Ecologista del Regne Unit, però va obtenir pocs vots. El maig de 1983 es fundà com a tal a Belfast, amb suport del Partit Verd d'Anglaterra i Gal·les i el Comhaontas Glas d'Irlanda. El 1985 canvià el nom de Partit Ecologista pel de Partit Verd. Actualment opera com a secció nordirlandesa del partit verd irlandès, manté relacions amb Partit Verd Escocès i amb el d'Anglaterra. També donaren suport a l'Acord de Divendres Sant.
A les eleccions locals de 2005 van obtenir consellers locals a Down, North Down i Newry i Mourne. I a les eleccions nordirlandeses de 2007 obtenen 1,7% i un escó per a Brian Wilson, 11.985 vots. Ha exigit la creació d'una Agència de Protecció Ambiental independent del poder polític, la provisió d'energies renovables al sector industrial i que Irlanda del Nord estigui lliure de centrals nuclears i la disminució d'emissions d'anhídrid de carboni.